# Luftlandetruppen

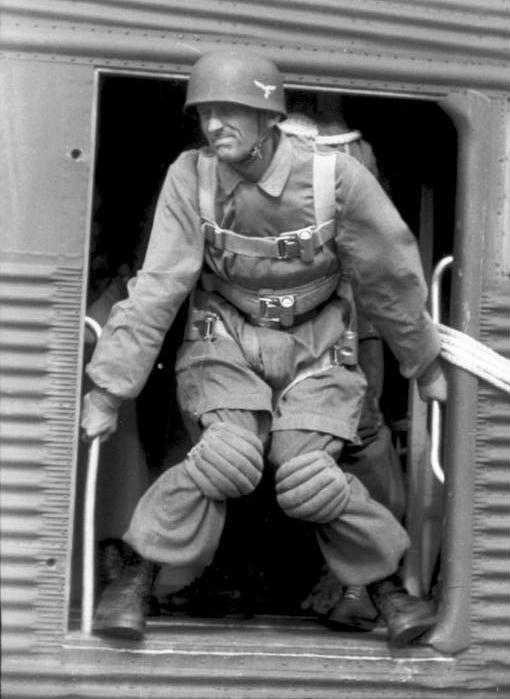
Fallschirmjäger der Wehrmacht vor Absprung aus einer Ju 52

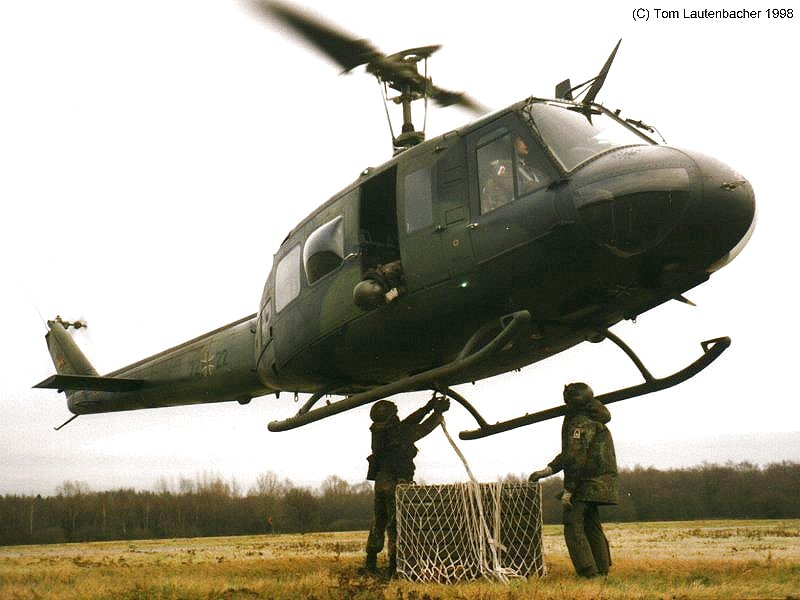
Bundeswehr-Fallschirmjäger bei einer Luftverladeübung mit einem Hubschrauber des Typs Bell UH-1D

Der Begriff Luftlandetruppen (engl. airborne forces) bezeichnet Truppen, die aus der Luft abgesetzt werden können. Unterschieden werden fallschirmsprungfähige Verbände, deren Ausrüstung mit Masse auch fallschirmabwurffähig ist, und Luftlandetruppen, deren Ausrüstung durch Transportflugzeuge eingeflogen oder durch Hubschrauber abgesetzt werden müssen. Früher kamen dafür auch Lastensegler zum Einsatz. Den Kern der Luftlandetruppen bilden die Fallschirmjäger und Luftlandeinfanterie als Infanteristen, hinzu kommen Kampfunterstützungstruppen wie luftverlastbare Luftlande-Artillerie, Luftlandepanzer und Luftlande-Panzerabwehreinheiten wie das deutsche Wiesel oder der russische BMD sowie Luftlandepioniere und die Logistiktruppe u. a. mit Luftlandeversorgungs- und Luftlandesanitätseinheiten.
Luftlandetruppen werden meist hinter feindlichen Linien abgesetzt, um dort den Weg für die eigenen Truppen freizumachen, operativ wichtige Geländepunkte einzunehmen und zu halten.
Bekannte Luftlandeverbände sind heute z. B. die Division Schnelle Kräfte der Bundeswehr, die US-amerikanische 82. Luftlandedivision, die bereits im Zweiten Weltkrieg aufgestellt wurde, die Russischen Luftlandetruppen, die dort eine eigenständige Teilstreitkraft bilden, oder die französische 11. Fallschirmjägerbrigade.
Im Zweiten Weltkrieg waren u. a.
- auf deutscher Seite die 7. Flieger-Division (spätere 1. Fallschirmjäger-Division) und
- auf britischer Seite die 1. und 6. Luftlandedivision bekannt.
- auf amerikanischer Seite die 101. Luftlandedivision

Lufttransportfähig und bedingt luftlandefähig, jedoch nicht fallschirmsprungfähig, sind auch weitere Kräfte der leichten Infanterie wie Gebirgsjäger und Jäger, meist jedoch ohne ihre schweren Waffen insbesondere Artillerie und Fahrzeuge. Diese wurden wie bei der Luftlandeschlacht um Kreta als Verstärkungskräfte eingesetzt.

## Geschichte

### Erster Weltkrieg
Deutsches Reich
Das erste bekannte Luftlande-Kommando-Unternehmen der Militärgeschichte war die Sprengung der Bahnlinie Rowno–Brody durch Rudolf Windisch und Maximilian von Cossel am 2. Oktober 1916. Als geistige Väter der Sprengung wichtiger feindlicher Eisenbahnlinien mittels Luftlande-Kommando-Unternehmen galten bisher die Generäle Paul von Hindenburg und Erich von Falkenhayn. Die Idee existierte aber bereits in der Vorkriegszeit. Bei der Einweihung des Flugstützpunktes Bautzen in Sachsen fanden Flugwettbewerbe statt. Wie der „Sächsische Erzähler“ berichtete gab es am 17. September 1913 dort einen Eisenbahn Zerstörungswettbewerb. Die Flieger mussten aus 300 Meter Höhe an einer markierten Schienenanlage landen, Kanonenschläge zünden, danach das Flugzeug wieder besteigen und ohne fremde Hilfe starten. Die Rowno–Brody Operation war eine militärische Pionierleistung und vor allem zukunftsweisend. Deshalb folgten ähnliche Unternehmungen von deutschen Heeres und Marinefliegern an der russischen, rumänischen Front, auf der Sinai Halbinsel und an der Westfront. Die erste eigentliche Luftlandeoperation der Militärgeschichte wurde von Marineflugzeugen der kaiserliche Marine während der Operation Albion am 15. Oktober 1917 durchgeführt. Ein Offizier und 16 Mann saßen auf den Schwimmern von Wasserflugzeugen und besetzen die Inseln Runö (heute Ruhnu) und Abro (heute Abruka) im rigaischen Meerbusen.

### Zweiter Weltkrieg
Deutsches Reich
Die Luftlandetruppe der Wehrmacht bestand aus den Fallschirm-Jäger-Divisionen und dem Eliteverband des Luft-Sturm-Regiments (auch Sturmabteilung Koch), welches u. a. das Fort Eben-Emael einnahm und per Lastensegler abgesetzt wurde. Die Fallschirmjägertruppe waren Teil der Luftwaffe. Ergänzt wurde diese durch die 22. Infanterie-(Luftlande)-Division des Heeres, die über leichte, luftverlastbare Ausrüstung für die Luftverlegbarkeit verfügte. Ende 1942 wurden Teile der Division über eine Luftbrücke in den Norden Tunesiens verlegt und nahm am Tunesienfeldzug teil. Ab 1944 wurde die Division in der Funktion als schnell verlegbare Luftlande-Division von der 91. Infanterie-Division abgelöst.
Italien
Die Königlich italienische Armee bildete 1941 die 80ª Divisione fanteria “La Spezia”, welche beim Unternehmen Herkules eine wichtige Rolle einnehmen sollte.
Kaiserreichs Japan
Das Kaiserlich Japanische Heer stellte ab November 1941 eigene Heeres-Fallschirmtruppen auf, die unter anderem bei der Schlacht von Palembang, der Operation Te und einer Luftlandung auf Okinawa teilnahmen. Im November 1944 stellte das Heer die Dai-1 Teishin Shūdan, die 1. Luftsturmdivision, auf. Parallel zum Heer stellte die Kaiserlich Japanische Marine die Marine-Fallschirmtruppe auf, die bei der Schlacht von Menado und Schlacht von Kupang eingesetzt wurden.

### Nationale Volksarmee
Das Luftsturmregiment 40 der Landstreitkräfte der Nationalen Volksarmee war der einzige Verband der Luftlandetruppe der Deutschen Demokratischen Republik.
In der NVA der DDR gab es einige Truppenteile und Einheiten, die im Fallschirmsprung ausgebildet wurden und im Falle eines Krieges durchaus auch mit dem Fallschirm ins rückwärtige Gebiet des Gegners (rGG) eingedrungen wären.
Größter Truppenteil war das FJB-40 (ab 86 LStR-40). Fallschirmsprungfähig waren im Weiteren die Spezialaufklärungskompanien 3 und 5, unterstellt dem Militärbezirk III und V sowie Aufklärungsgruppen der Divisions-Fernaufklärungszüge.
In der Volksmarine das Kampfschwimmerkommando 18 (KSK-18) sowie im MfS dafür speziell ausgebildete männliche und weibliche Kräfte.
An der Offiziershochschule der Landstreitkräfte der NVA, gab es in der Sektion motorisierte Schützentruppen, eine Kompanie, in der Aufklärungs- und Fallschirmjägeroffiziere, ab dem zweiten Studienjahr, spezialisiert ausgebildet wurden. Diese Offiziersschüler absolvierten pro Studienjahr einen Fallschirmsprunglehrgang, wo sie neben dem Packen der Sprungausrüstung, auch Fallschirmsprünge mit automatischer Öffnung (also Sofortöffnung) durchführten. Im Programm waren 5 – 10 Fallschirmsprünge pro Jahr. Damit wurde erreicht, dass alle jungen Leutnante, die in den Truppendienst versetzt wurden, mindestens 10 bis 20 (später dann 20 – 30) Absprünge nachweisen konnten.
Luftlandungen mittels Anlandung durch Hubschrauber konnten mehrere Einheiten in der NVA durchführen. In jedem Mot.-Schützenregiment (MSR) der NVA gab es ein Bataillon, das für die Handlungen bei einer Luftlandung ausgebildet oder zumindest darin eingewiesen war.

## Bundeswehr
In der Bundeswehr waren die luftlandefähigen Kräfte in der 1. Luftlandedivision zusammengefasst, die zum Kommando Luftbewegliche Kräfte, nachfolgend Division Spezielle Operationen und heute die Division Schnelle Kräfte durch Umgliederung und Umbenennung hervorging.
Die Fallschirmjägertruppe der Bundeswehr gehört zum Truppengattungsverbund Infanterie der Teilstreitkraft Heer.

## Russland
Die russischen Luftlandetruppen oder WDW (Wosduschno-dessantnyje woiska; russisch: Воздушно-десантные войска = ВДВ, englisch VDV) sind eine besondere Waffengattung (russ.: Отдельный род войск/otdelnij rod wojsk) der russischen Streitkräfte, die direkt dem Oberkommando der Streitkräfte unterstellt ist.
Sie beinhalten Großverbände, die sowohl mittels Fallschirmabsprung und -abwurf als auch durch Hubschrauber (Luftsturm-Taktik) zum Einsatz kommen können.